# Chapeau de Napoléon Ier

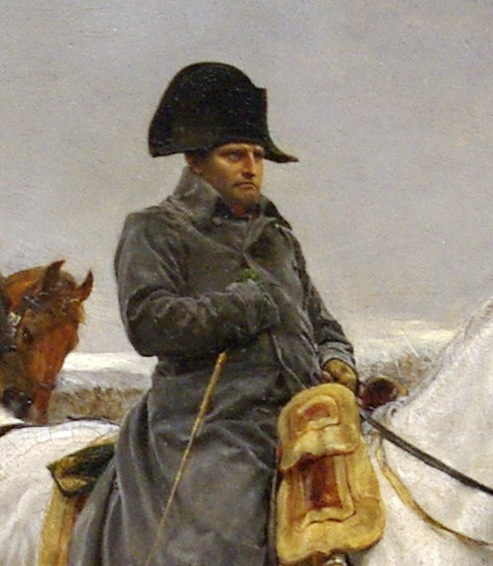
Le « petit chapeau » de Napoléon représenté par Ernest Meissonier dans son tableau Campagne de France, 1814.

Le chapeau de Napoléon Ier, surnommé le « petit chapeau », est le couvre-chef que portait Napoléon Ier, et est devenu l’un des symboles qui caractérise sa silhouette. C'est un bicorne de forme simple en feutre noir ou en castor sans galon ni plumet avec une cocarde  maintenue par une ganse en soie noire, et dont la coiffe est doublée de satin. Durant sa carrière militaire, Napoléon Bonaparte porte les coiffures militaires distinctives des différentes divisions sous lesquelles il sert ; c'est pendant le Consulat qu'il se fait confectionner un chapeau qui le distingue de ceux qui couvrent ses généraux et maréchaux.
Tous confectionnés par le chapelier Poupard, plusieurs chapeaux de Napoléon sont conservés dans les musées napoléoniens ; le plus ancien, porté à Marengo, se trouve au musée de l'Armée de Paris.

## Historiques des différents chapeaux

### Le chapeau du général en chef
Frédéric Masson indique qu'il est difficile de préciser l'évolution des formes qu'ont prises les différents chapeaux de Napoléon. En 1797 Napoléon porte le bicorne de général bordé d'un galon doré avec une ganse également dorée qui supporte une cocarde en « aile de papillon ». La coiffure est surmontée d'un plumet de huit plumes tricolores. Napoléon prend déjà à cette époque l'habitude de porter son chapeau « en bataille », les pointes parallèles aux épaules et non plus « en colonne », c'est-à-dire perpendiculairement aux épaules. La plupart des gravures faites à cette époque le montrent coiffé de ce chapeau. Plusieurs historiens évoquent le fait qu'il a eu l'idée de tourner son chapeau sur les champs de bataille afin d'être plus visible, et lient ce trait caractéristique à la redingote grise, autre atour reconnaissable. Napoléon aurait pris l'habitude de tourner de plus en plus systématiquement son chapeau jusqu'à ce qu'il en fasse faire sur mesure,,.

### Le chapeau du Premier consul

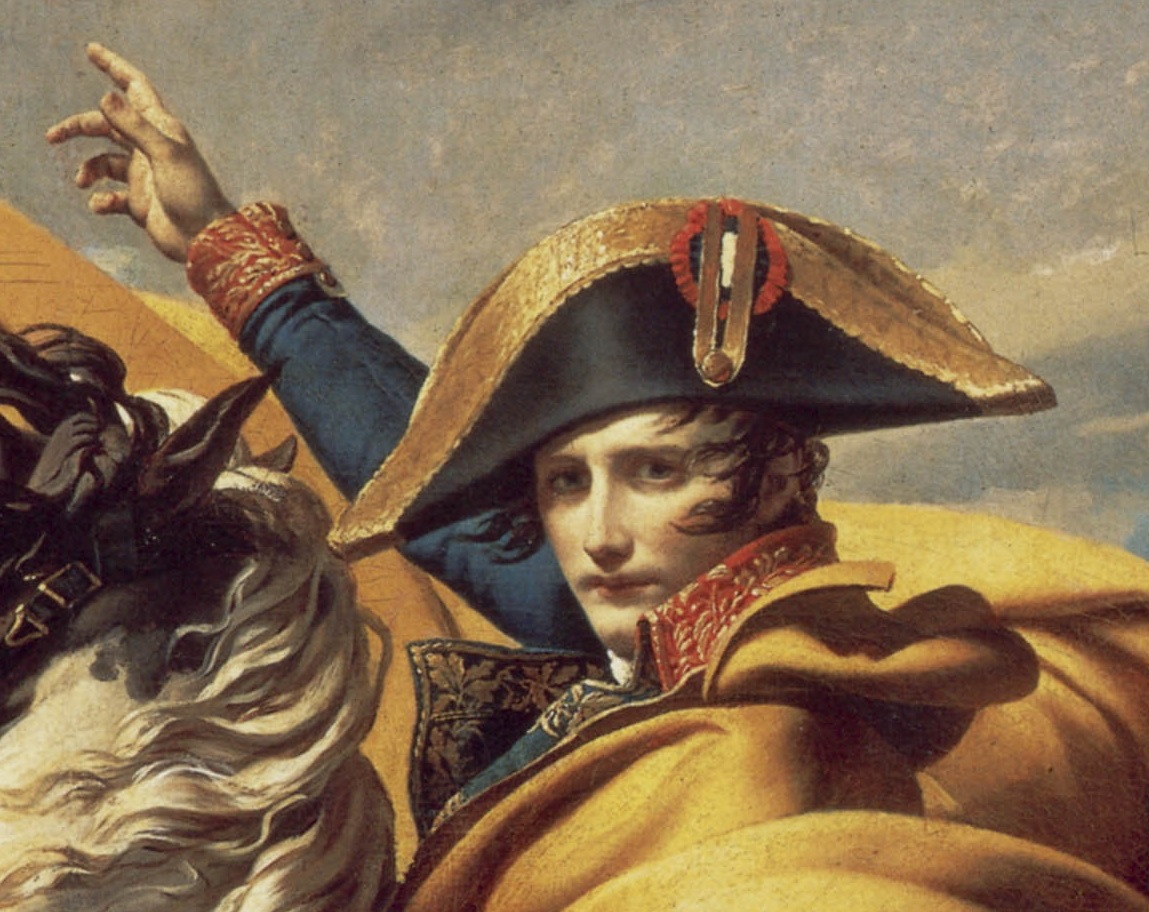
Bonaparte franchissant le Grand-Saint-Bernard, détail du chapeau, que David a peint d'après un exemplaire porté par Napoléon à la bataille de Marengo.

La forme des couvre-chefs portés par Napoléon sous le Consulat diffère de ceux du général en chef. À la bataille de Marengo, il porte un chapeau long et moins haut que celui des premières campagnes d'Italie. Brodé de guirlande de feuilles de chêne, ou d'un large galon doré, la cocarde ronde est plus petite, et il n'est plus surmonté d'un panache de plumes. Ce modèle est le chapeau officiel porté sous le Consulat. Il porte alors son chapeau de biais « à la Frédéric II », allusion à la façon dont le monarque prussien portait son tricorne. Ce type de chapeau est représenté par David dans le portrait équestre de Bonaparte franchissant le Grand-Saint-Bernard. Pour les besoins du tableau, l'exemplaire porté à la bataille de Marengo lui avait été prêté par Bonaparte sur sa demande.
Un autre chapeau est porté hors des cérémonies officielles, de forme simple sans broderies ni galons dont le modèle est appelé « chapeau français ». Il est représenté pour la première fois par Isabey dans son dessin Bonaparte à la Malmaison, Napoléon généralisera par la suite son usage à partir de 1803. Un exemplaire est conservé au musée de l'Armée, les dimensions sont de 43 cm de longueur sur 21 cm de hauteur, dans le fond du chapeau on peut lire l'inscription du chapelier « Au temple du goût Poupart Md chapelier galonnier, Palais égalité no 32 Paris ».

### Le «petit chapeau» de l'Empereur

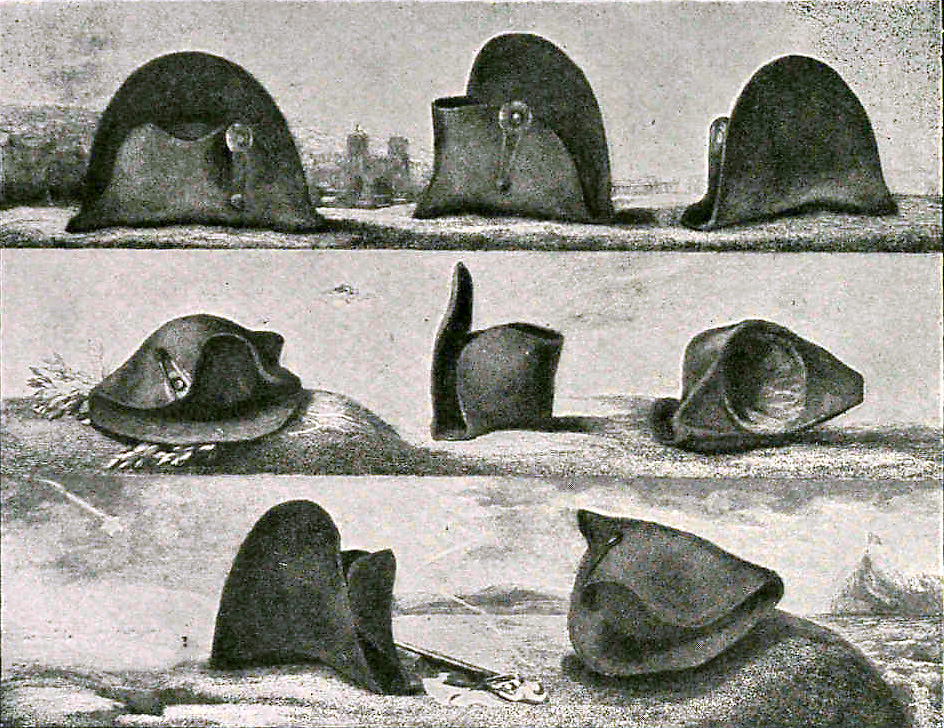
Charles de Steuben, Les Huit époques de Napoléon (gravure d'après le tableau de 1826 du château de Malmaison) Chaque chapeau évoque une période de la vie de Napoléon, de haut en bas et de gauche à droite : 1 Vendémiaire, 2 le Consulat, 3 l'Empire, 4 Austerlitz, 5 Wagram, 6 Moscou, 7 Waterloo, 8 Sainte-Hélène.

Sous l'Empire, Napoléon adopte définitivement le chapeau français simple sans bordure qui devient avec la redingote grise l'attribut emblématique de sa silhouette. Bien qu'il portât alternativement l'uniforme d'officier des grenadiers à pied, ou celui des chasseurs à cheval de la Garde impériale, son chapeau ne correspond à aucune de ces unités qui portaient le bonnet à poil d'ourson pour les grenadiers et le colback, pour les chasseurs à cheval.

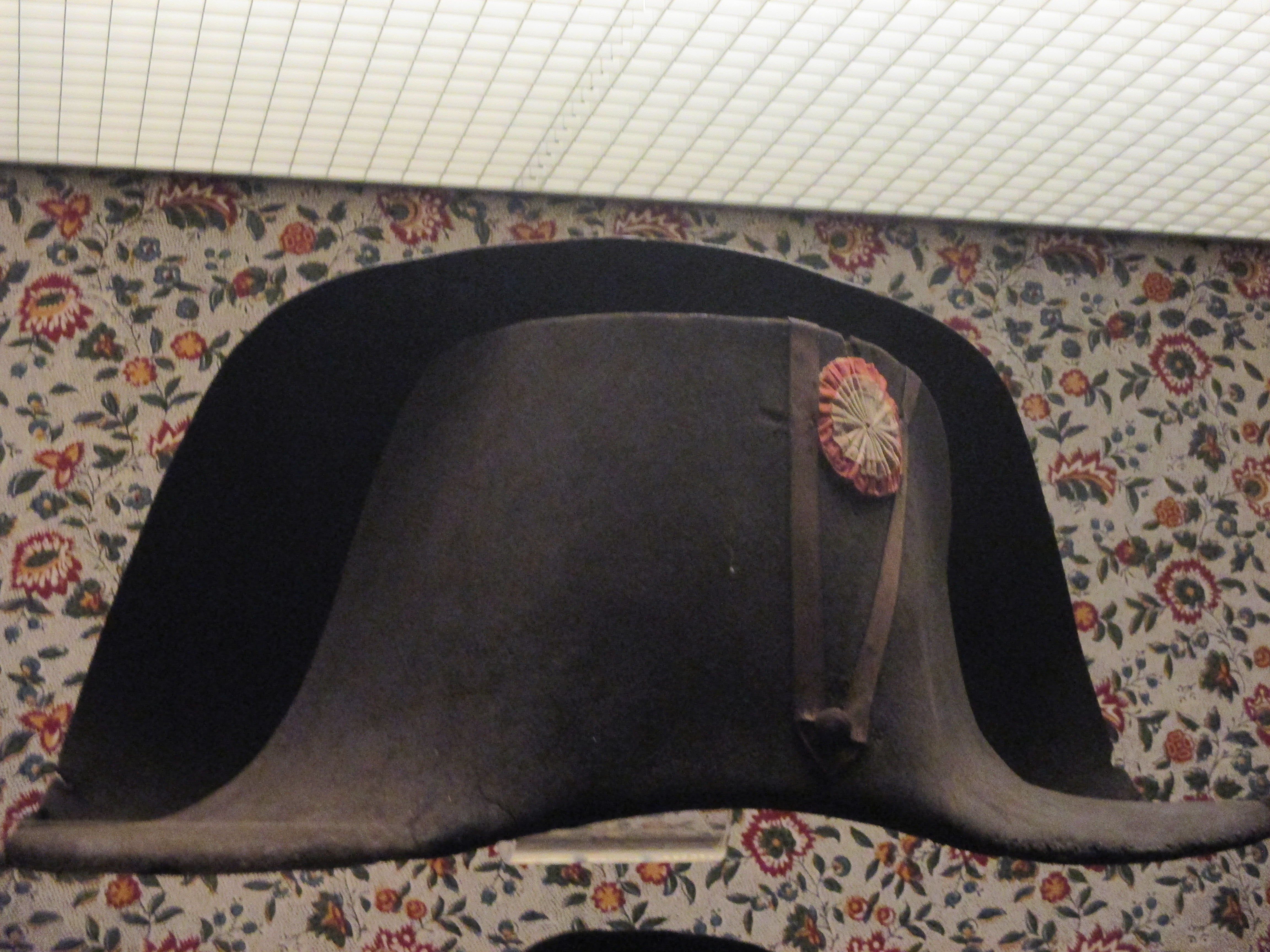
Exemplaire d'un des chapeaux portés par Napoléon, conservé au château de Fontainebleau.

Le prix du chapeau était au départ de 48 francs, mais Poupard le fit monter à 60. Chaque année le service de la garde-robe de l'empereur en achetait quatre qui devaient durer trois ans. Napoléon ayant la tête très sensible, le chapeau était forcé avant qu'il ne le porte. La taille du chapeau variait de 44 à 47 centimètres de longueur pour 24 à 26 centimètres de haut. En tout, il porta une cinquantaine de chapeaux dont certains se perdaient lors des batailles. Il emporta quatre chapeaux pour son exil à Sainte-Hélène.

## Reliques
Les chapeaux de Napoléon sont considérés par les amateurs et collectionneurs d'objets napoléoniens comme des reliques . De 1800 à 1812, de 120 à 160 bicornes ont été livrés à l'Empereur. Il en reste actuellement une trentaine qui sont authentifiés et quelques autres d'origines douteuses.
Le 23 avril 1969, la maison de champagne Moët & Chandon acquiert un chapeau pour 140 000 francs lors d'une vente aux enchères. L'homme d'affaires Ben Weider en acquiert un pour une somme encore plus élevée lors d'une vente à l'Hôtel Drouot à Paris en juin 1975. Ce dernier, bien que d'origine plus douteuse, est exposé depuis 2008 dans le musée des beaux-arts de Montréal. Le 16 novembre 2014, Kim Hong-Kuk, fondateur et président du géant agro-alimentaire Harim, débourse 1,884 million d'euros (avec les frais lors d'une vente aux enchères à Fontainebleau) pour racheter un bicorne. Le 19 novembre 2023, une personne anonyme remporte une autre vente aux enchères à Fontainebleau pour 1,932 million d'euros (avec frais) pour un autre bicorne datant du milieu de l'Empire.